# Antonianas de María
La Congregación de Hermanas Antonianas de María (oficialmente en francés: Congregation des sœurs antoniennes de Marie) es una congregación religiosa católica femenina de vida apostólica y de derecho pontificio, fundada por el sacerdote canadiense Elzéar Delamarre, el 2 de julio de 1904, en Chicoutimi (Canadá). A las religiosas de este instituto se les conoce como antonianas de María y posponen a sus nombres las siglas A.M.

## Historia
La Congregación fue fundada por el sacerdote canadiense Elzéar Delamarre, quien pensó en dar vida a un nuevo instituto religioso femenino que se encargara servicio del Seminario diocesano de Chicoutimi, en Quebec (Canadá), debido a que las antiguas religiosas, las Hermanas de Nuestra Señora del Buen Consejo, lo habían abandonado. De ese modo, el 2 de julio de 1904, dio inicio a la obra con un grupo de jóvenes dispuestas a consagrar sus vidas a Dios y al servicio de los futuros sacerdotes de la diócesis, en los seminarios, colegios eclesiásticos y parroquias. El nombre del nuevo instituto era en sus orígenes Hermanas de San Antonio d Padua. Las primeras religiosas tomaron el hábito el 15 de agosto de 1904. Con el tiempo extendieron sus obras a la atención de orfanatos (1917).
La congregación recibió la aprobación diocesana el 2 de marzo de 1907. Las primeras casas fuera de Canadá se fundaron en Estados Unidos (1917) y en China (1937). De china fue expulsada por el comunismo. La aprobación de la Santa Sede le fue otorgada el 19 de octubre de 1963 y ese mismo año, se abrió a las misiones en Perú.

## Organización
La Congregación de las Hermanas Antonianas de María es un instituto religioso de derecho pontificio centralizado, cuyo gobierno recae en la superiora general, a la que los miembros del instituto llaman Madre general. A ella, le coadyuva su consejo, elegido para un periodo de seis años. La sede central se encuentra en Chicoutimi (Canadá).
Las antonianas de María se dedican a las obras parroquiales y diocesanas, poseen orfanatos y continúan sirviendo en la administración de los seminarios diocesanos y en los colegios eclesiásticos. Viven según la Regla de san Francisco y tienen como modelo al religioso franciscano san Antonio de Padua.
En 2015, la congregación contaba con unas 80 religiosas y 11 comunidades, presentes en Canadá, Estados Unidos y Perú.